# 위임행정
위임행정(委任行政)은 국가나 공공단체가 자기의 사무를 다른 공동단체나 그 기관 또는 사인에게 위임하여 처리하는 행정이다.

## 같이 보기
- 국가행정
- 자치행정